# Unterseeboot 162 (1941)
Pour les articles homonymes, voir Unterseeboot 162.
Le Unterseeboot 162 (ou U-162) est un sous-marin allemand (U-Boot) de type IX.C utilisé par la Kriegsmarine pendant la Seconde Guerre mondiale.

## Historique
Mis en service le 9 septembre 1941, l'Unterseeboot 162 reçoit sa formation de base à Stettin en Pologne au sein de la 4. Unterseebootsflottille jusqu'au 31 janvier 1942, il rejoint sa flottille de combat à Lorient en France dans la 2. Unterseebootsflottille.
Il quitte le port de Kiel pour sa première patrouille le 7 février 1942 sous les ordres du Kapitänleutnant Jürgen Wattenberg. Après 40 jours en mer et un palmarès de un navire marchand coulé de 4 365 tonneaux, il rejoint la base sous-marine de Lorient qu'il atteint le 18 mars 1942.
L'Unterseeboot 162 a effectué trois patrouilles dans lesquelles il a coulé 14 navires marchands pour un total de 82 027 tonneaux au cours de ses 162 jours en mer.
Sa troisième patrouille le fait partir du port de Lorient le 7 juillet 1942 toujours sous les ordres du Kapitänleutnant Jürgen Wattenberg. Après 59 jours en mer et un palmarès de quatre navires marchands coulés pour un total de 30 481 tonneaux, l'U-162 est coulé à son tour le 3 septembre 1942 dans l'Atlantique centre au nord-est de Trinidad à la position géographique de 12° 21′ N, 59° 29′ O par des charges de profondeur lancées par les destroyers britanniques HMS Vancouver, Pathfinder et Quentin. Deux des 51 membres de l'équipage sont tués lors de cette attaque, les autres seront secourus.

## Affectations successives
- 4. Unterseebootsflottille du 9 septembre 1941 au 31 janvier 1942 (entrainement)
- 2. Unterseebootsflottille du 1er février 1942 au 3 septembre 1942 (service actif)

## Commandement
- Kapitänleutnant Jürgen Wattenberg  du 9 septembre 1941 au
- Leutnant zur See Berndt von WALTHER und CRONECK

## Patrouilles
|       | Commandant               | Départ         | Départ  | Arrivée          | Arrivée | Jours     | Succès   |
| ----- | ------------------------ | -------------- | ------- | ---------------- | ------- | --------- | -------- |
| 1     | Kptlt. Jürgen Wattenberg | 7 février 1942 | Kiel    | 18 mars 1942     | Lorient | 40 jours  | 4 365    |
| 2     | Kptlt. Jürgen Wattenberg | 7 avril 1942   | Lorient | 8 juin 1942      | Lorient | 63 jours  | 47 181   |
| 3     | Kptlt. Jürgen Wattenberg | 7 juillet 1942 | Lorient | 3 septembre 1942 | Coulé   | 59 jours  | 30 481   |
| Total | Total                    | Total          | Total   | Total            | Total   | 162 jours | 82 027 t |

Note : Kptlt. = Kapitänleutnant

## Navires coulés
L'Unterseeboot 162 a coulé 14 navires marchands pour un total de 82 027 tonneaux au cours des trois patrouilles (162 jours en mer) qu'il effectua.
| Date            | Nom                 | Nationalité | Tonnage (GRT) | Fait  |
| --------------- | ------------------- | ----------- | ------------- | ----- |
| 24 février 1942 | White Crest         | Royaume-Uni | 4 365         | Coulé |
| 30 avril 1942   | Athelempress        | Royaume-Uni | 8 941         | Coulé |
| 1er mai 1942    | Parnahyba           | Brésil      | 6 692         | Coulé |
| 4 mai 1942      | Eastern Sword       | USA         | 3 785         | Coulé |
| 4 mai 1942      | Florence M. Douglas | Royaume-Uni | 119           | Coulé |
| 7 mai 1942      | Frank Seamans       | Norvège     | 4 271         | Coulé |
| 9 mai 1942      | Mont Louis          | Canada      | 1 905         | Coulé |
| 13 mai 1942     | Esso Houston        | USA         | 7 699         | Coulé |
| 14 mai 1942     | British Colony      | Royaume-Uni | 6 917         | Coulé |
| 18 mai 1942     | Beth                | Norvège     | 6 852         | Coulé |
| 19 août 1942    | West Celina         | USA         | 5 722         | Coulé |
| 24 août 1942    | Moena               | Pays-Bas    | 9 286         | Coulé |
| 26 août 1942    | Thelma              | Norvège     | 8 297         | Coulé |
| 30 août 1942    | Star of Oregon      | USA         | 7 176         | Coulé |